# جونی (خواننده)
جاهید افرایل اوغلو حسینلی (ترکی آذربایجانی: Cahid Əfrail oğlu Hüseynli) که به‌طور حرفه ای با نام JONY شناخته می‌شود (متولد ۲۹ فوریهٔ ۱۹۹۶) یک خواننده و ترانه‌سرای آذربایجانی روسی است.

### دوره اولیه
جاهد در ۲۹ فوریه ۱۹۹۶ در باکو به دنیا آمد. بر اساس ملیت - آذربایجانی. در ۴ سالگی به همراه خانواده به مسکو نقل مکان کرد. در سن ۶ سالگی به ۱۹۲۵ ژیمناستیک در نووکوسینو رفت. در کلاس اول شروع به خواندن در گروه کر مدرسه کرد و معلمان خود را با آواز خود تحت تأثیر قرار داد. و قبلاً در کلاس نهم، خواننده آینده متوجه شد که می‌خواهد زندگی خود را به‌طور جدی با موسیقی پیوند دهد.
با این حال، پدر جونی از تصمیم پسرش حمایت نکرد، زیرا می‌خواست او راه او را دنبال کند و تاجر شود؛ بنابراین، پس از فارغ‌التحصیلی از مدرسه، جونی وارد دانشگاه مدیریت دولتی در دانشکده تجارت بین‌المللی شد. درست اهنرمند، او بدون شور و شوق در آنجا تحصیل کرد.

پس از فارغ‌التحصیلی از کارشناسی ارشد، جونی متوجه شد که می‌خواهد به‌طور حرفه ای موسیقی بنوازد و از پدرش خواست که به او فرصتی بدهد تا در این زمینه تلاش کند.
«"من ۲۲ ساله بودم که از پدرم خواستم به من فرصتی بدهد تا در چیزی که دوست دارم دستم را امتحان کنم. کار کردن برای پدرم که مدیر شرکت است، ساده‌ترین راه است، اما او برای من مناسب نبود و جاه طلبی‌های من را برآورده نمی‌کرد. فقط در همان زمان اضافه کردم که اگر چیزی برایم درست نشد، برمی گردم و اعتراف می‌کنم که احمقی هستم. اما در اعماق جانم می‌دانستم که نمی‌توانم با سر خمیده نزد پدرم بیایم و شکست خود را بپذیرم - پس از آن من چه جور مردی هست؟".»

### آغاز یک حرفه موسیقی
جونی حتی در حین تحصیل در دانشگاه شروع به ضبط نسخه‌های مختلف آهنگ‌های محبوب و انتشار آنها در پروفایل اینستاگرام کرد. به زودی خواننده جوان مورد توجه المان زینالوف (المان) قرار گرفت. او جونی را به تیم موسیقی RAAVA خود دعوت کرد.
جونی شروع به کار روی آهنگ‌های خودش کرد و بعد از مدتی پنج آهنگ منتشر کرد - «شیشه خالی»، «منطقه دوست»، «ستاره»، «کوچه» و «من بدون تو من نیستم» (همراه با همعلی و نوایی). وی ویدئویی که برای آهنگ «کوچه» فیلمبرداری شده بود بیش از ۱۰۰ میلیون بازدید در یوتیوب داشت و باعث شهرت این هنرمند در اینترنت شد.
در سپتامبر ۲۰۱۹، جونی آهنگ "Comet" را منتشر کرد که به زودی در صدر جدول Apple Music قرار گرفت و آهنگ امضای خواننده شد.
در سال ۲۰۲۰ آلبوم «رزهای آسمانی» منتشر شد. چهار آهنگ موفق‌ترین شدند: «تو بی رحمی»، «دنیا دیوانه شده‌است»، «شرط می‌بندی» و «بیرون از پنجره باران می‌آید».
در سال ۲۰۲۱، او موسیقی RAAVA را ترک کرد و تصمیم گرفت یک حرفه انفرادی را دنبال کند.

جاهد در کودکی کارتون «جانی براوو» را بسیار دوست داشت، بنابراین مادرش به شوخی شروع به صدا زدن او کرد. بعدها، زمانی که همکلاسی‌ها نام او را به خاطر نمی‌آوردند، خواننده شروع به معرفی خود به این روش در مدرسه کرد.
«من به نام «جانی» عادت کردم، حتی مادرم از سه سالگی من را به این نام صدا می‌کند. فقط پدربزرگ و مادربزرگم در آذربایجان مرا به اسم کوچک صدا می‌کنند. اما والدین و دوستان تقریباً هرگز. اغلب مرا به "جونی"یا "جو"».
| تاریخ انتشار   | نام                                            | کارگردان                         | آلبوم‌ها / مینی آلبوم |
| -------------- | ---------------------------------------------- | -------------------------------- | -------------------- |
| ۲۰ مارس ۲۰۱۹   | کوچه                                           | اطلاعاتی وجود ندارد              | لیست افکار شما       |
| ۲۱ ژوئن ۲۰۱۹   | شما مرا اسیر خود کردید                         | اطلاعاتی وجود ندارد              | لیست افکار شما       |
| ۲۵ فوریه ۲۰۲۰  | دنباله دار                                     | ژاندوس تونگیشبایف، ماریا روشچینا | تنها                 |
| ۱۳ آوریل ۲۰۲۰  | شومینه (با حضور امین)                          | الکساندر رومانوف                 | تنها                 |
| ۱۲ فوریه ۲۰۲۱  | پوچی                                           | ساشا باچ                         | تنها                 |
| ۱۳ مه ۲۰۲۱     | نیلوفرها (با حضور. موت)                        | الکسی ژوکوف                      | تنها                 |
| ۱۸ نوامبر ۲۰۲۱ | Boss (با حضور The Limba)                       | رستم رومانوف                     | تنها                 |
| ۱۴ دسامبر ۲۰۲۱ | احتمالا من را به یاد نمی‌آورید (با حضور. همعلی) | یوجین                            | تنها                 |

| سال  | عنوان                 | نقش        | یادداشت   | مرجع   |
| ---- | --------------------- | ---------- | --------- | ------ |
| ۲۰۲۱ | اسب کوچک من: نسل جدید | جوانه شبدر | آواز روسی | [ ۱۰ ] |

## ترانه‌شناسی

### آلبوم‌ها
- Список твоих мыслей ،(۲۰۱۹)
- Небесные розы ،(۲۰۲۰)

### تک آهنگ‌ها
| عنوان آهنگ                                       | تاریخ انتشار    |
| ------------------------------------------------ | --------------- |
| Пустой стакан                                    | ۲۰ نوامبر ۲۰۱۸  |
| Френдзона                                        | ۱۲ دسامبر ۲۰۱۸  |
| Звезда                                           | ۲۹ ژانویه ۲۰۱۹  |
| Кроссы (совместно с El’man'ом)                   | ۱۱ مارس ۲۰۱۹    |
| Аллея                                            | ۲۰ مارس ۲۰۱۹    |
| Без тебя я не я (совместно с HammAli & Navai)    | ۱۹ آوریل ۲۰۱۹   |
| Комета                                           | ۱۸ سپتامبر ۲۰۱۹ |
| Комета (Remix)                                   | ۱۸ اکتبر ۲۰۱۹   |
| Мадам (совместно с Andro)                        | ۲۸ فوریه ۲۰۲۰   |
| Камин (совместно с Emin'ом)                      | ۲۷ مارس ۲۰۲۰    |
| Ты беспощадна                                    | ۱۵ می ۲۰۲۰      |
| Пустота                                          | ۲۷ نوامبر ۲۰۲۰  |
| Падаю - поймай                                   | ۱۹ فوریه ۲۰۲۰   |
| Лилии (совместно с Мотом)                        | ۱۲ مارس ۲۰۲۰    |
| Камнепад                                         | ۳ می ۲۰۲۱       |
| Blue Eyes                                        | ۲ جولای ۲۰۲۱    |
| Босс (совместно с The Limba)                     | ۲۴ سپتامبر ۲۰۲۱ |
| Наверно ты меня не помнишь (совместно с HammAli) | ۲۸ اکتبر ۲۰۲۱   |